# Okular (Software)
Okular ist ein universeller Dokumentenbetrachter. Er wird als freie Software unter der GNU General Public License (GPL) als Teil der KDE Applications 5 verbreitet.

## Entwicklung
Okular wurde beim Google Summer of Code 2005 von Piotr Szymanski ins Leben gerufen. Es baut auf KPDF auf und löst weitere Einzelprogramme wie KGhostView in KDE SC 4 ab. Gegenüber KPDF bietet Okular nun unter anderem auch ein System für Lesezeichen sowie für Anmerkungen, Unterstützung für Formulare und Multimedia-Inhalte, mehrspaltige Anzeige und das Rotieren der Seiten.
Ab Version 0.15 werden Anmerkungen im PDF-Dokument gespeichert. Diese Version wurde zusammen mit KDE 4.9 veröffentlicht. Bei vorherigen Versionen wurden Kommentare und Anmerkungen nicht direkt in der Datei gespeichert, sondern in einer externen XML-Datei.
Mit der Version 1.0 vom Dezember 2016 wurde die Portierung auf Qt 5 vollzogen. Die Versionsnummerierung sprang in dem Zusammenhang von 0.26 auf 1.0. Seit spätestens August 2023 wurde die Versionsnummerierung auf das System „Jahr.Monat.Unterversion“ umgestellt. Die am 12. Dezember 2024 veröffentlichte Hauptversion trug beispielsweise die Versionsnummer 24.12.0, die dritte Unterversion davon, die am 6. März 2025 veröffentlicht wurde, trug die Versionsnummer 24.12.3.
Okular wurde im Jahre 2022 in der Kategorie Ressourcen- und energieeffiziente Softwareprodukte mit dem Umweltzeichen Blauer Engel ausgezeichnet.

## Okular für Windows
Okular läuft stabil auf Windows und lässt sich aus dem Microsoft Store mit einem Klick installieren. Da diese Version manchmal nicht die Aktuellste ist, lassen sich auch aktuellere „Vorabversionen“ als .exe-Datei über die Projektseite herunterladen.

## Okular für macOS
Versionen von Okular für macOS (ARM) und macOS (Intel, x86) stehen zum Download bereit. Diese Versionen sind vom Entwickler jedoch als nicht stabil gekennzeichnet („untested“).

## Technische Details
Der Programmkern besteht aus einer Bibliothek, welche die Module für die einzelnen Formate abstrahiert. Deren Funktionalität kann dann mit der zugehörigen grafischen Benutzeroberfläche genutzt oder auch einfach in andere Programme eingebunden werden.
Es unterstützt die folgenden Dateiformate:
- Portable Document Format (PDF) mittels Poppler
- PostScript mittels libgs
- Tagged Image File Format (TIFF) mittels libTIFF
- Compiled HTML Help (CHM) mittels libCHM
- DjVu mittels DjVuLibre
- diverse Bildformate
- Device independent file format (DVI)
- XML Paper Specification (XPS, OXPS)
- OpenDocument-Dateien (ODF)
- EPUB
- FictionBook
- Comic Book
- Mobipocket
- Plucker
- Markdown

Okular kann Dokumente durch integrierte Text-to-Speech-Funktionalität vorlesen. Digitale Rechteverwaltung von PDFs wird unterstützt, kann aber vom Benutzer in den Einstellungen abgeschaltet werden.

## Anwender
Seit der Version 6.0 des Basisclient von LiMux ersetzt Okular den bisher installierten Adobe Acrobat Reader.